# Interstate 96
Interstate 96 (afgekort I-96) is een Interstate Highway die volledig is gelegen in de staat Michigan. De snelweg begint in Norton Shores en eindigt in Detroit. Belangrijken steden langs de I-96 zijn Norton Shores, Walker, Grand Rapids, Lansing, Brighton, Livonia en Detroit.

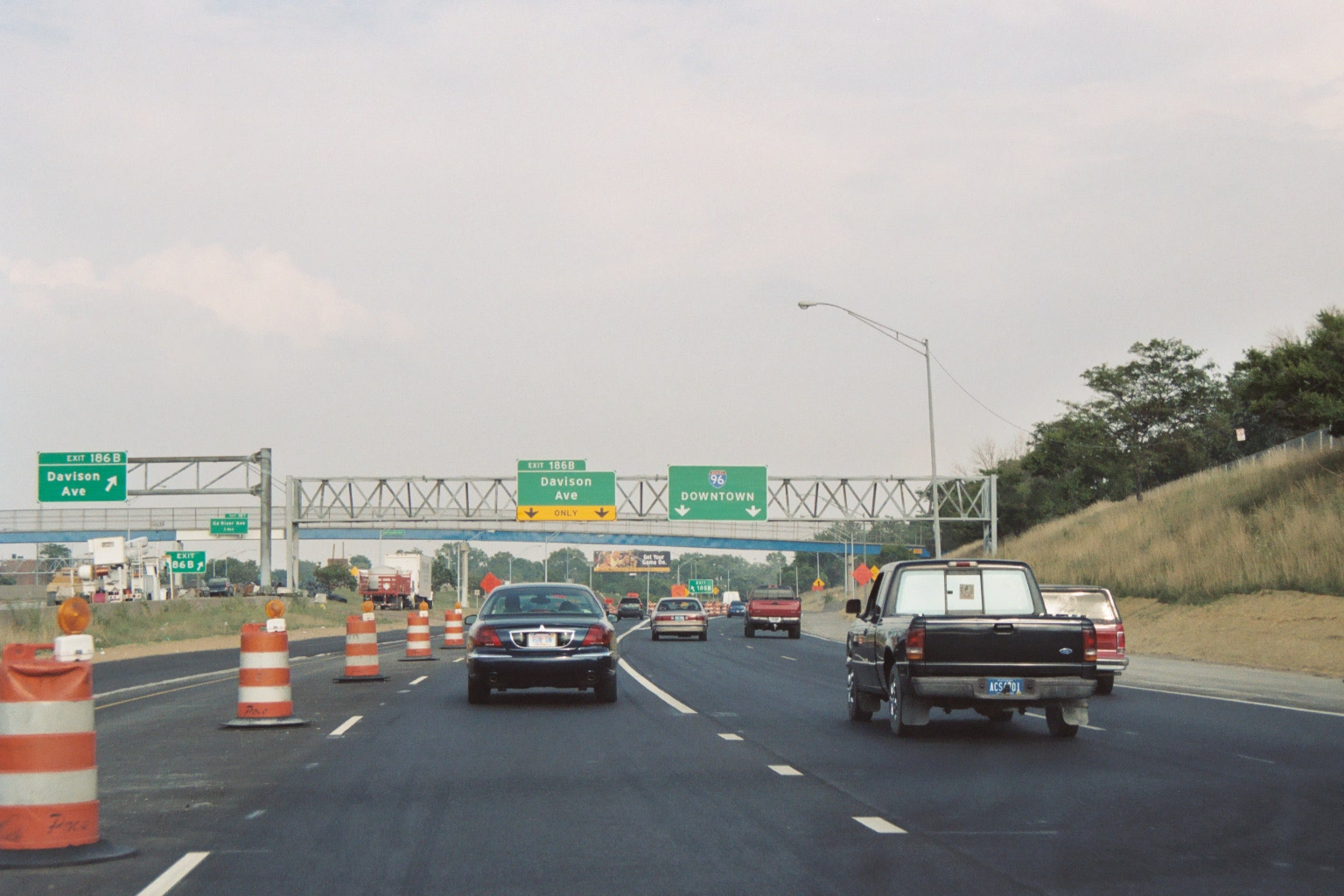
I-96 richting het oosten bij Davison Avenue, het oostelijke eindpunt.